# Alaska Airlines
Alaska Airlines er et amerikansk flyselskab med hovedkvarter i Seattle.
Selskabet blev etableret i 1932 som McGee Airways. Efter mange fusioner og opkøb af andre flyselskaber, herunder Star Air Service, blev selsabet til Alaska Airlines i 1944. Det har udvidet meget siden grundlæggelsen og betjerner nu ikke blot Alaska, men også lufthavne i resten af USA, Canada og Mexico. Selskabet har fire hubs, hvoraf Seattle-Tacoma International Airport er den største; de øvrige er Los Angeles International Airport, Portland International Airport og Ted Stevens Anchorage International Airport. Alaska Airlines er ikke med i nogen luftfartsalliance, men har dog codeshare-aftaler med nogle medlemmer af Oneworld, eksempelvis British Airways.
Alaska Airlines er noteret på New York Stock Exchange og ejes sammen med søsterselskabet Horizon Air, der beflyver en række regionale ruter, af Alaska Air Group.